# Myriophyllum trifidum
Myriophyllum trifidum är en slingeväxtart som först beskrevs av Christian Gottfried Daniel Nees von Esenbeck, och fick sitt nu gällande namn av M.L.Moody och Les. Myriophyllum trifidum ingår i släktet slingor, och familjen slingeväxter. Inga underarter finns listade i Catalogue of Life.